# جزیره بونه
بونه (تلفظ قدیمی‌تر بُنّه) نام یکی از جزیره‌های نامسکونی و بسیار کوچک ایران در خلیج فارس است.
جزیرهٔ بونه به همراه دو جزیرهٔ کوچک دیگر به نام‌های دارا و قبر ناخدا در منتهی‌الیه شمال باختری خلیج فارس در دهانهٔ خور موسی در استان خوزستان واقع شده‌است.
جزیره بونه در باختر دماغه تنوب قرار گرفته‌است.
فاصلهٔ هوایی این جزیره از دو شهر هندیجان و بندر ماهشهر تقریباً یکی است.
از پرندگان این جزیره می‌توان به سلیم خرچنگ‌خور اشاره کرد.

## پیشینه
ابراهیم نادری کازرونی در کتاب جغرافیای بنادر خلیج فارس در مورد بونه می‌نویسد:

 «در میانه خارکو و بصره دو جزیره واقع است یکی از آن دیره∗ نام دارد و ثانی بنه و جزیره دیره بی‌آب و غیرمسکون و جزیرهٔ بنه آب گوارایی دارد و به‌علت خرابی اطراف آن دو جزیره مذکور، به‌غیر از معلمان خارکی عبور سایر اهل دریا به آن دو جزیره دشوار است زیرا که بیم شکستن سفائن در حوالی آن جزایر ناهنجار است و مسافت میان جزیره، بُنّه و دیره و خارک و خارکو چهار زام است که هر زامی چهار فرسنگ باشد».

## امروزه
قاچاقیان سوخت در سال ۱۳۸۶ در کرانه‌های نزدیک به این جزیره، در کرانه‌های میان ماه‌شهر و هندیجان خط لوله‌ای ۳ کیلومتری برای قاچاق گازوئیل تأسیس کرده‌بودند. این خط لوله در ۵ شهریور ۱۳۸۶ توسط مأمورین دریابانی نیروی انتظامی ایران کشف شد.